# Зачосов Вадим Олександрович
Зачосов Вадим Олександрович (23 липня 1941, місто Петровськ, Саратовська обл., Росія) — український політик. Народний депутат України II та III скликання, був членом КПУ.
Народився в сім'ї військовослужбовця. 

## Сім'я
Дружина Надія Петрівна (1948) - економіст. 
Має 3 дочок і сина.

## Освіта
Пензенський політехнічний інститут (1960–1965), інженер-радіотехнік.

## Парламентська діяльність
04.2002 - канд. в нар. деп. України, виб. окр. N 225, м.Севастополь, висун. КПУ. За 20.26%, 2 з 10 прет. На час виборів: нар. деп. України, член КПУ.
Народний депутат України 3 склик. 03.1998-04.2002, виб. окр. N 225, м.Севастополь. На час виборів: нар. деп. України, чл. КПУ. Чл. Ком-ту з питань ек. політики, управління нар. госп., власності та інвестицій (з 07.1998), чл. фракції КПУ (з 05.1998).
Народний депутат України 2 склик. з 04.1996 (1-й тур) до 04.1998, Нахімовський виб. окр. N 46, м.Севастополь, висун. КПУ. Чл. Ком-ту з питань ек. політики та упр. нар. госп. Чл. фр. комуністів.
- 1958-1960 - фрезерувальник, слюсар Петровського заводу «Молот».
- 1960-1965 - студент Пензенського політехнічного інституту.
- 1965-1977 - інженер, старший інженер, начальник цеху, начальник відділу праці і зарплати Петровського заводу «Молот».
- 1977-1988 - заступник начальника планово-диспетчерського відділу, головний технолог, заступник начальника, начальник цеху, старший інженер, 1988-1996 - начальник дослідної дільниці Севастопольського приладобудівного заводу «Парус» (АТ «Парус»).

## Нагороди
Орден «Знак Пошани» (1985).